# Streitbach (Kocher)
Der Streitbach fließt im baden-württembergischen Ostalbkreis vom Trauf der Frickenhofer Höhe ins Kochertal hinab. Nach 21⁄2 km langem Lauf in Richtung Nordosten mündet er beim Weiler Fach der Gemeinde Obergröningen von links in den oberen Kocher.

## Geographie

### Verlauf
Der Streitbach entsteht in zwei kurzen und unbeständig wasserführenden Flurästen am Nordost- und am Ostrand des Dorfes Obergröningen unterm Hangknick der Hochebene auf bis zu 487 m ü. NHN. Nach höchsten zweihundert Metern vereinigen sich die beiden Quelläste nahe der Kläranlage des Dorfes im nun beginnenden Talwald. Der Bach fließt von dort an gewunden und abschnittsweise sogar mäandrierend in etwa nordöstliche Richtung, zunächst dem rechts angrenzenden Gewann Schleifrain des Waldes entlang.
Etwa 900 Meter abwärts der höchsten Quelle fließt von Südosten her der Sandhaldenbach zu, mit einer Länge von etwa 0,7 km der bedeutendste Zufluss, der eine der des Hauptastes vergleichbar große Erosionsbucht in den Hochebenentrauf eingeschnitten hat, kurz darauf von Osten her noch ein etwa halbkilometerlanger Hangbach. Von dort an fließt der Streitbach weniger als 400 Meter lang grobmaßstäblich nach Norden, anfangs durchs Waldgewann Sandhalde, und findet danach im Tann seine alte Richtung wieder.
Der inzwischen bis zu zwei Meter breite Streitbach hat sandigen bis kiesigen Grund, teilweise fließt er auch über Sandsteinfels. Er hat kleine Abstürze in Gumpen, pendelt zwischen Gleit- und Prallufern, die zuweilen abbrechen. Kleine Gerinne aus Hangquellen mit Ansätzen zur Versinterung laufen ihm zu und auch einige kleine Bäche aus kurzen Seitenklingen.
Etwa einen halben Kilometer vor der Mündung setzt der geschlossene Wald um den Bach aus, doch weiterhin begleitet ihn einer Hangwiese gegenüber rechtsseits ein schmaler Waldstreifen und eine Galerie aus Erlen säumt das Ufer. Weniger als hundert Meter vom nächsten Haus des Weilers Fach entfernt endet aber auch der Waldbaumstreifen. Nach noch etwa 200 Metern Lauf in seiner Laubbaumgalerie fließt der Bach wenig oberhalb der Ortsgrenze von Fach auf etwa 354 m ü. NHN von links dem oberen Kocher zu.
Der Streitbach mündet nach 2,5 km langem Lauf mit mittlerem Sohlgefälle von etwa 54 ‰ rund 133 Höhenmeter unterhalb seiner höchsten Quelle am Nordostrand von Obergröningen.

### Einzugsgebiet
Das Einzugsgebiet des Streitbachs ist etwa 2,8 km² groß. Sein mit 517,6 m ü. NHN höchster Punkt liegt wenig südlich von Obergröningen auf dem Galgenberg, einen flachen Hügel auf der Hocheben um das Dorf. Diese zerfällt naturräumlich in einen westlichen Teil im Teilraum Frickenhofer Höhe und ein östlichen im Teilraum Liasplatten über Rems und Lein des Unterraums Albuchvorland des Östlichen Albvorlandes. Die Talmulde darunter gehört dagegen zum Sulzbacher Kochertal im Unterraum Waldgebiet am Mittleren Kocher der Schwäbisch-Fränkischen Waldberge.
Auf der Hochebene gibt es nur Felder und Wiesen, in der Talmulde und an ihren Hängen weit überwiegend Wald, zuunterst im engen Mündungsdreieck dann wieder Wiesen. Anteil am Einzugsgebiet, im Wesentlichen am linken, hat die Gemeinde Obergröningen, am rechten die Teilgemarkung Hohenstadt der Gemeinde Abtsgmünd; der Bach läuft lange auf der Gemeindegrenze. Neben dem größeren Teil des Dorfes Obergröningen über den Quellen liegen allenfalls noch vier Gebäude des Weilers Fach im Einzugsgebiet. 
Im Nordwesten fließt der Suhbach unterhalb, im Osten der Stockbühlbach oberhalb des Streitbachs zum Kocher. Auf der Hochebene grenzt im Süden das Einzugsgebiet des Spatzenbachs, im Südwesten das des Federbachs an, beide sind Zuflüsse der noch weiter oberhalb in den Kocher mündenden Lein.

### Zuflüsse und Seen
Liste der Zuflüsse von der Quelle zur Mündung. Gewässerlänge, Einzugsgebiet und Höhe nach den entsprechenden Layern auf der Onlinekarte der LUBW. Andere Quellen für die Angaben sind vermerkt.
Auswahl. Außer den genannten gibt es noch einige weitere  Hangklingenbäche zum Streitbach, die aber alle höchstens einen Viertelkilometer lang sind.
- Sandhaldenbach, von rechts und Südosten auf 399,8 m ü. NHN[LUBW 5], 0,7 km und ca. 0,6 km². Entspringt auf etwa 480 m ü. NHN etwa 1,0 km östlich der Ortsmitte von Obergröningen an der Westerhalde.
- (Bach von der Viehweide), von rechts und Osten auf etwa 398 m ü. NHN kurz nach dem vorigen, ca. 0,8 km[LUBW 6] und unter 0,2 km². Entsteht auf etwa 468 m ü. NHN etwa 0,8 km westlich der Ortsmitte von Hohenstadt.

## Geologie
Die große Naturraumgrenze zwischen dem Östlichen Albvorland und den Schwäbisch-Fränkischen Waldbergen folgt der geologischen Grenze zwischen dem 
Schwarzen Jura auf der Hochebene und dem oberen Mittelkeuper am Tal zum Kocher hinab. Oberste auftretende Schwarzjuraschicht ist der Numismalismergel auf dem Galgenberg, doch sind alle auftretenden Schwarzjura-Teilformationen nur kleinflächig vertreten, teilweise weil der linke Hochebenensporn mit einer großen Lösssedimentinsel aus dem Quartär überlagert ist.
Unterhalb des Hochebenentraufs liegt ein breites Band aus Knollenmergel (Trossingen-Formation), an dessen Obergrenze oder wenig darunter die großen Quelläste entspringen. Auf dem Knollenmergel liegen einige mehr oder weniger große abgerutschte Schollen. Im überwiegenden Teil des Tales steht aber der Stubensandstein (Löwenstein-Formation) an, ausgenommen nur schmale rezentere Schwemmlandbänder um den Bach, linksseits des Unterlaufs auch in Gestalt von Terrassensedimenten.

## Schutzgebiete
Das gesamte Gebiet gehört zum Naturpark Schwäbisch-Fränkischer Wald.

### LUBW
Amtliche Online-Gewässerkarte mit passendem Ausschnitt und den hier benutzten Layern: Lauf und Einzugsgebiet des Streitbachs

Allgemeiner Einstieg ohne Voreinstellungen und Layer: Daten- und Kartendienst der Landesanstalt für Umwelt Baden-Württemberg (LUBW) (Hinweise)
1. 1 2 3  Höhe nach dem Höhenlinienbild auf dem Hintergrundlayer Topographische Karte.
2. 1 2  Länge nach dem Layer Gewässernetz (AWGN).
3. 1 2  Einzugsgebiet abgemessen auf dem Hintergrundlayer Topographische Karte.
4. ↑  Natur teilweise nach dem Layer Geschützte Biotope.
5. 1 2  Höhe nach grauer Beschriftung auf dem Hintergrundlayer Topographische Karte.
6. ↑  Länge abgemessen auf dem Hintergrundlayer Topographische Karte.
7. ↑  Schutzgebiete nach den einschlägigen Layern.

### Andere Belege
1. ↑  Hansjörg Dongus: Geographische Landesaufnahme: Die naturräumlichen Einheiten auf Blatt 171 Göppingen. Bundesanstalt für Landeskunde, Bad Godesberg 1961. → Online-Karte (PDF; 4,3 MB)
2. ↑  Geologie nach den Layern zu Geologische Karte 1:50.000 auf: Mapserver des Landesamtes für Geologie, Rohstoffe und Bergbau (LGRB) (Hinweise)